# Вокзал железнодорожной станции «Сайрала»
Вокзал железнодорожной станции «Сайрала» — памятник архитектуры. Расположен в посёлке Бородинское (Выборгский район Ленинградской области).
В начальный период эксплуатации железной дороги Выборг — Сортавала станция, как и все прочие промежуточные станции линии, была оборудована типовым деревянным вокзалом 4 класса. Станция была открыта 1 ноября 1893 года, предположительно в том же году был построен вокзал.
В 1908 году главное здание вокзала было перестроено и увеличено. В 1943 году здание незначительно пострадало при советской авиабомбардировке и вскоре было восстановлено.
В районе станции ещё в 2015 году сохранялся построенный в 1925 году товарный сарай (утрачен к 2019 году), довоенные жилые дома, деталь крепления мачты входного семафора станции (перед мостом через реку Михалёвку).
На 2022 год у здания двускатная крыша с коньком, свесами на деревянных кобылках и треугольным фронтоном на юго-восточном фасаде, фундамент и ступени крыльца гранитные. Чердак, украшенный лопатками, визуально отделён зубчатым поясом, окна оформлены наличниками, здание украшено стилизованными пилястрами с рельефными вставками. В подоконных простенках на первом этаже — прямоугольные филёнки, под окнами идёт декоративный реечный пояс. Сохранилась историческая расстекловка окон, в интерьерах — печная фурнитура «Kastor».